# En satans eftermiddag
En satans eftermiddag (originaltitel: Dog Day Afternoon) är en amerikansk drama-thrillerfilm från 1975, i regi av Sidney Lumet och manus skrivet av Frank Pierson.
Filmens handling är baserad på verkliga händelser från ett bankrån som ägde rum 1972. Manuset hämtade inspiration från artikeln "The Boys in the Bank", skriven av P.F. Kluge i tidskriften Life den 22 september 1972. Artikeln handlar om en liknande händelse då John Wojtowicz och Salvatore Naturile rånade en bank i Brooklyn..
Filmen vann en Oscar för bästa originalmanus och var nominerad i ytterligare fem kategorier.

## Handling
De två bankrånarna Sonny Wortzik (Al Pacino) och "Sal" Naturile (John Cazale) genomför ett bankrån i Brooklyn, New York, men allt går fel. Det som skulle tagit minuter blir ett utdraget gisslandrama. Polisen omringar banklokalen och rånarna blir alltmer desperata inne i banken.

## Rollista
| Karaktär                          | Skådespelare    | Roll                                                       | Liknande person från artikeln i Life                     |
| --------------------------------- | --------------- | ---------------------------------------------------------- | -------------------------------------------------------- |
| Sonny Wortzik                     | Al Pacino       | Bankrånare                                                 | John Wojtowicz                                           |
| Salvatore "Sal" Naturile          | John Cazale     | Sonnys partner i rånet                                     | Salvatore Naturile                                       |
| Detective Sergeant Eugene Moretti | Charles Durning | Kriminalinspektören som inledningsvis förhandlar med Sonny |                                                          |
| Agent Sheldon                     | James Broderick | FBI-agenten som tar Morettis plats i förhandlingarna       | Agent Richard Baker                                      |
| Agent Murphy                      | Lance Henriksen | FBI-agent/förare                                           | Agent Murphy                                             |
| Leon Shermer                      | Chris Sarandon  | Sonnys fru                                                 | Ernest Aron                                              |
| Sylvia "The Mouth"                | Penelope Allen  | Kassörska                                                  | Shirley Bell (Wojtowicz kallade henne också "The Mouth") |
| Mulvaney                          | Sully Boyar     | Bankdirektören                                             | Robert Barrett                                           |
| Angie                             | Susan Peretz    | Sonnys andra fru                                           | Carmen Bifulco                                           |
| Jenny "The Squirrel"              | Carol Kane      | Kassörska                                                  |                                                          |
| Stevie                            | Gary Springer   | Sonnys andra partner i rånet                               | En andra partner som försvann i början nämns             |
| Howard                            | John Marriott   | Obeväpnad säkerhetsvakt                                    | Calvin Jones                                             |

## Priser och utmärkelser
En satans eftermiddag vann en Oscar för bästa originalmanus (Frank Pierson) och nominerades till flera andra:
- Bästa film
- Bästa regi (Sidney Lumet)
- Bästa manliga huvudroll (Al Pacino)
- Bästa manliga biroll (Chris Sarandon)
- Bästa klippning (Dede Allen)

Filmen nominerades också till följande sju Golden Globes, men vann ingen:
- Bästa spelfilm - Drama
- Bästa regi - Spelfilm (Sidney Lumet)
- Bästa manliga skådespelare - Drama (Al Pacino)
- Bästa manus - Spelfilm (Frank Pierson)
- Bästa manliga biroll - Spelfilm (Charles Durning)
- Bästa manliga biroll - Spelfilm (John Cazale)
- Bästa manliga skådespelardebut i en spelfilm (Chris Sarandon)

Filmen vann andra utmärkelser, till exempel NBR Award för "bästa manliga biroll" (Charles Durning) och en Writers Guild Award för "bästa drama skriven direkt för duken" (Frank Pierson) samt en BAFTA för "bästa skådespelare" (Al Pacino). Filmen är rankad #70 på AFI:s lista "100 Years... 100 Thrills". År 2006 rankade tidningen Premiere Pacinos roll som Sonny som 4:a på listan "100 Greatest Performances of All Time".